# 甲斐元也
甲斐 元也（かい もとなり、1946年（昭和21年）4月7日 - ）は、日本の政治家。元新潟県佐渡市長（1期）。

## 経歴
- 1946年（昭和21年）- 4月7日、新潟県両津市出身。
- 1969年（昭和44年）- 3月、東京農業大学を卒業。
- 1970年（昭和45年）- 4月、新潟県庁に奉職。
- 1998年（平成10年）- 4月、佐渡農政事務所 所長。
- 2000年（平成12年）- 4月、下越農政事務所 所長。
- 2002年（平成14年）- 4月、地域農政推進課 課長。
- 2004年（平成16年）- 4月、糸魚川地域振興局 局長。
- 2006年（平成18年）- 3月、新潟県庁を退職。
  - 4月、社団法人新潟県農林公社理事長に就任。
- 2008年（平成20年）- 4月、新潟県農林公社を退職。 
  - 7月、佐渡市副市長に就任。
- 2012年（平成24年）- 1月、佐渡市副市長を退任
  - 4月8日、佐渡市長選挙に当選[2][3]。
- 2016年（平成28年）- 4月10日、佐渡市長選挙で三浦基裕に敗れる。
- 2021年11月3日、秋の叙勲において旭日双光章を受章[4]。